# Dieter Sarreither

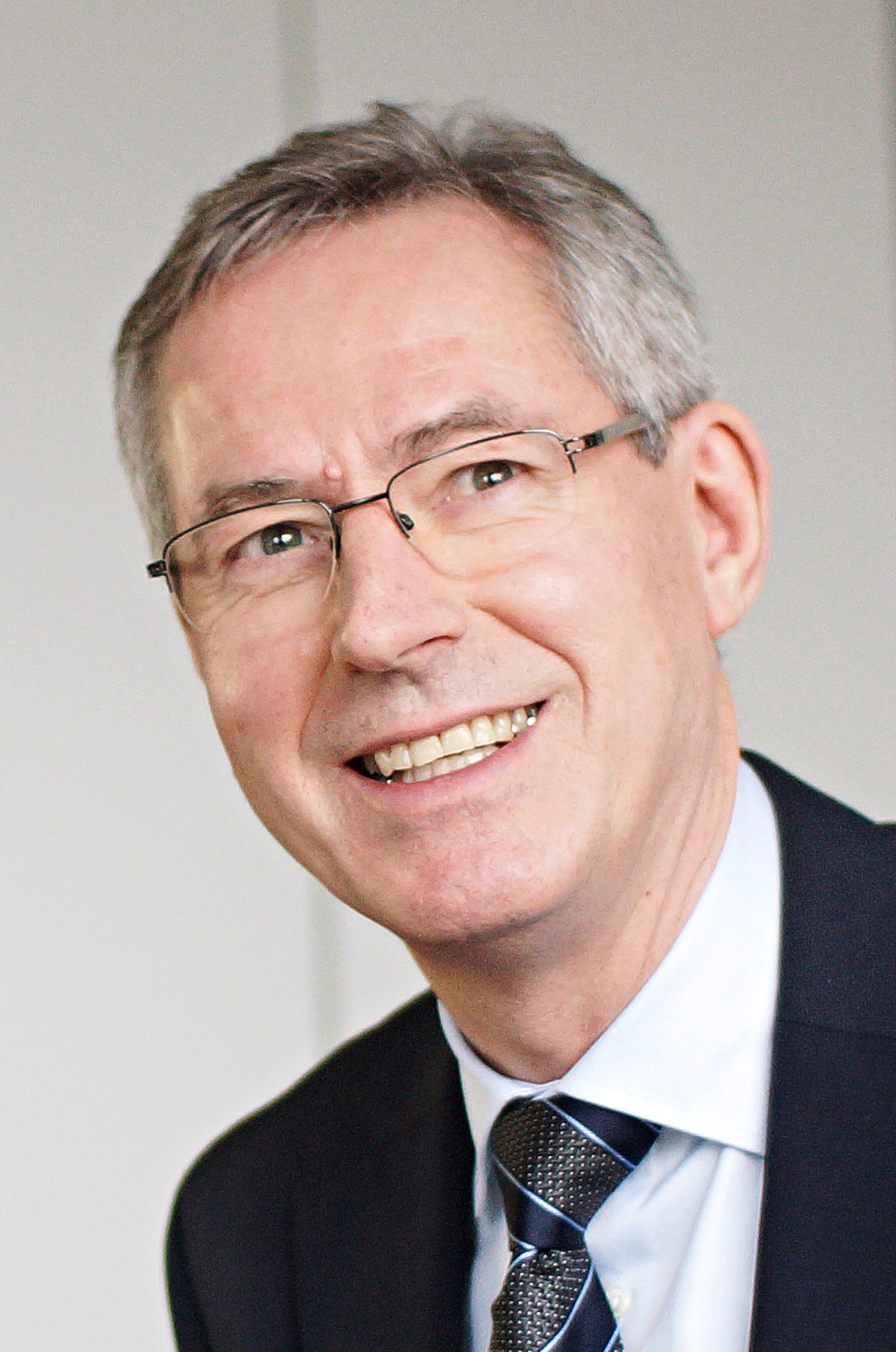
Dieter Sarreither, Präsident des Statistischen Bundesamtes (Destatis)

Dieter Sarreither (* 15. Dezember 1951 in Frankenthal) ist ein deutscher Volkswirt, Mathematiker und Bundesbeamter. Von Oktober 2015 bis Oktober 2017 war er der zehnte Präsident des Statistischen Bundesamtes und in dieser Funktion mit den Aufgaben des Bundeswahlleiters betraut.

## Leben
Sarreither wuchs in Dirmstein auf. Ab 1962 besuchte er das Kurpfalz-Gymnasium in Mannheim und legte dort 1971 das Abitur ab. An den Universitäten Heidelberg und Mainz studierte er Volkswirtschaftslehre und Mathematik.
Zunächst war Sarreither in der Privatwirtschaft in den Bereichen Planungsentscheidung und Systemanalyse tätig. 1982 begann er seine Laufbahn beim Statistischen Bundesamt als Referent für Softwareentwicklung. Danach war er als Referats- und Gruppenleiter für die Entwicklung von IT-Strategien, IT-Standards und Software-Werkzeugen im Verbund der statistischen Ämter verantwortlich. Ab 2000 war er Direktor der Abteilung „Informationstechnik, Mathematisch-statistische Methoden“, ab 2003 IT-Direktor des Statistischen Bundesamts. Zum 1. Juli 2011 wurde ihm das Amt des Vizepräsidenten des Statistischen Bundesamtes übertragen, zum 1. August 2011 auch die Funktion des stellvertretenden Bundeswahlleiters. Am 2. Oktober 2015 wurde er Nachfolger von Roderich Egeler im Amt des Präsidenten des Statistischen Bundesamts und zugleich neuer Bundeswahlleiter. Am 1. November 2017 trat er in den Ruhestand und übergab die Verantwortung an Georg Thiel.
Dieter Sarreither ist verheiratet und hat zwei Töchter.